# Takumi Shima
Takumi Shima (島 卓視 Shima Takumi?), född 3 oktober 1967 i Tokushima prefektur, är en japansk tidigare fotbollsspelare.
Shima började sin karriär 1986 i Mazda (Sanfrecce Hiroshima). Han avslutade karriären 1995.